# Daniel Pennac
Daniel Pennacchioni, dit Daniel Pennac, né le 1er décembre 1944 à Casablanca au Maroc, est un écrivain français. Il reçoit notamment le prix Renaudot en 2007 pour son roman autobiographique Chagrin d'école.
Il écrit également des scénarios pour le cinéma, la télévision et la bande dessinée.

## Biographie
Daniel Pennacchioni est le quatrième et dernier garçon d'une famille d'origine corse et provençale. Son père est un officier de l'armée coloniale, ayant atteint le grade de général en fin de carrière et sa mère, femme au foyer, est une lectrice autodidacte. Il passe son enfance au gré des garnisons paternelles, en Afrique (Djibouti, Éthiopie, Algérie, Afrique équatoriale), en Asie du Sud-Est (Indochine) et en France (notamment à La Colle-sur-Loup). C'est son père, féru de poésie, qui lui donnera très vite le goût des livres, qu'il dévore dans la bibliothèque familiale ou à l'école.
Il raconte dans Mon frère, paru en 2018, ses relations fortes avec son frère aîné Bernard Pennacchioni, disparu prématurément en 2007.
Sa scolarité est désastreuse. Dans Chagrin d'école, il prétendit avoir mis un an à assimiler la logique et la complexité du caractère « A » ; son père, militaire, général, ne s'en serait toutefois pas inquiété, affirmant que son fils maîtriserait parfaitement l'alphabet au bout de vingt-six ans. Cancre, il se dit victime d'une dysorthographie enfantine. Ces versions plus ou moins romancées de ses difficultés scolaires ne l'empêchèrent pas d'obtenir le baccalauréat puis une maîtrise ès lettres à Nice.
Adulte, il travailla comme chauffeur de taxi et illustrateur, avant de devenir en 1969 professeur de littérature de secondaire d'abord au collège Saint-Paul à Soissons, puis à Nice, et enfin à Paris. Il y enseigna notamment au Collège d'Hulst, privé (aujourd'hui Paul Claudel-d'Hulst) ; c'est de cette expérience qu'il s'inspira pour écrire Comme un roman. Il coupa son patronyme (Pennacchioni) en Pennac par peur d'embarrasser son père pour sa première publication en 1973 Le service militaire au service de qui ?, un pamphlet sur le service militaire, contre « le virilisme débile » de l'institution.
En 1979, désespérant de la transformation de son quartier d'adoption de Belleville, à Paris, il réalisa un séjour de deux ans au Brésil, avec sa première femme Irène Pennacchioni-Léothaud qui y avait décroché un contrat de professeur dans l'université fédérale du Ceará, séjour qui serait la source de son roman Le Dictateur et le Hamac. Il revient en France et commence à écrire pour les enfants. Avec Tudor Eliard, un dissident roumain, il proposa deux ouvrages dans le genre burlesque : Les Enfants de Yalta (1976) et Père Noël (1978).
Avant son départ pour le Brésil, Jean-Bernard Pouy lui confie ses 15 livres préférés de la Série noire, pour lui, c'est un ravissement : « Si on pouvait écrire comme ça, alors ça m'allait. ». Et à son retour, Jean-Bernard Pouy le met au défi d'écrire un roman dans cette veine, ce sera Au Bonheur des Ogres publié en 1985 à la Série noire. C'est ainsi que Benjamin Malaussène et ses amis de Belleville firent leur entrée dans la littérature. En 1995, il arrête son métier de professeur pour se consacrer entièrement à la littérature.
Daniel Pennac garde de son enfance une nostalgie du foyer et une tendresse pour la famille d'élection. Si ses écrits sont drôles et pleins d'une imagination débridée, Pennac peut aussi écrire Comme un roman, un essai de pédagogie active, lucide et enthousiaste, dans lequel il présente ce qu’il appelle « Les droits imprescriptibles du lecteur ».
D'où le public de Pennac : des enfants, des adolescents, des lecteurs de culture moyenne, que rebutent la critique académique ou la lecture spécialisée. Comme un roman fustige la glose et revendique l'intervention anarchique du lecteur (y compris à l'école), qui a le droit de sauter des pages, de ne pas finir le livre et de relire indéfiniment les passages qu'il aime, de gambader dans l'histoire et d'en parler librement pour accroître le plaisir. Bref : la bonne formule pour le romancier, c'est de provoquer l'immersion dans l'imaginaire, dans un récit teinté d'humour, de gentil populisme et parfois d'onirisme, nettement balisé par des phrases simples. Comme en témoigne sa dédicace, l'album de bande dessinée La Débauche, qu'il a signé avec Jacques Tardi, révèle sa conscience sociale et civique, révoltée par le licenciement sauvage, par la situation d'un chômeur victime d'un chef d'entreprise corrompu.
Daniel Pennac défend le « plaisir de la lecture à voix haute car il la pratiquait dans son enfance » : grand amateur de livres audio, il a lui-même enregistré plusieurs de ses livres pour les éditions Gallimard et pour l'association Lire dans le noir. Et sur scène, après avoir interprété Merci au théâtre du Rond-Point, il lit Bartleby le scribe à La Pépinière-Théâtre. Bartleby en coulisses est le documentaire réalisé par Jérémie Carboni sur la préparation de cette lecture-spectacle. En octobre 2012, Daniel Pennac lit Journal d'un corps, aux théâtre des Bouffes-du-Nord ; sa pièce Le Sixième Continent sera jouée dans la même salle de spectacle.
En 2013, Daniel Pennac apporte son concours à la quatrième édition du livre Audio Solidaire (enregistrement audio de Au bonheur des ogres par les internautes au profit des personnes aveugles ou malvoyantes).
Il s'associe avec Florence Cestac, auteure de bande dessinée (Grand prix de la ville d'Angoulême en 2000) pour écrire le scénario d'Un amour exemplaire, œuvre partiellement autobiographique publiée en 2015 chez Dargaud. L'album dépeint l'enfance de Daniel Pennac dans le Sud de la France et sa rencontre avec un couple original, Jean et Germaine Bozignac, qui ne vivent que l'un pour l'autre, sans emploi et sans enfant. L'ouvrage reçoit un accueil critique favorable et il est adapté ensuite au théâtre du Rond-Point, sous la direction de Clara Bauer ; dans ce spectacle, Pennac lit à voix haute, tandis que les acteurs jouent et Cestac dessine en direct. Des tournées ont lieu aussi en Italie.
En 2016, il est élu président de la foire du livre de Brive. En 2021, il signe la préface de l'album autobiographique de Florence Cestac Un papa, une maman, une famille formidable (la mienne !).

## Ouvrages

### Saga Malaussène
1. Au bonheur des ogres, Gallimard, coll. Série noire, no 2004, 1985, 288 p.  (ISBN 9782070490042)
2. La Fée Carabine, Gallimard, coll. Série noire, no 2085, 1987, 320 p.  (ISBN 9782070490851)
3. La Petite Marchande de prose, Gallimard, coll. Blanche, 1990, 372 p.  (ISBN 9782070718221)
4. Monsieur Malaussène, Gallimard, coll. Blanche, 1995, 560 p.  (ISBN 9782070192205)
5. Des chrétiens et des maures, Gallimard, coll. Folio, 1996, 96 p.  (ISBN 9782070406968)
6. Aux fruits de la passion, Gallimard, coll. Blanche, 1999, 224 p.  (ISBN 9782070193356)
7. Le Cas Malaussène 1 : Ils m'ont menti, Gallimard, coll. Blanche, 2016, 309 p.  (ISBN 978-2-07-014231-6)
8. Le Cas Malaussène 2 : Terminus Malaussène, Gallimard, coll. Blanche, 2022, 443 p.  (ISBN 978-2-07-274386-3)

- Monsieur Malaussène au théâtre, Gallimard, coll. Blanche, 1996, 96 p.  (ISBN 9782070747238)Adaptation théâtrale du roman Monsieur Malaussène
- Mon assassin, Gallimard, coll. Blanche, 2024, 160 p.  (ISBN 9782073028501)Préquel de la saga Malaussène

### Autres romans
- Les Enfants de Yalta, Jean-Claude Lattès, 1978Écrit avec Tudor Eliad.
- Père Noël, Grasset, 1979Écrit avec Tudor Eliad.
- Messieurs les enfants, Gallimard, 1997
- Le Dictateur et le Hamac, Gallimard, 2003
- Chagrin d'école, Gallimard, coll. « Blanche », 2007
- Journal d'un corps[20], Gallimard, 2012, 400 p.  (ISBN 978-2-07-012485-5)Le roman paraît également sous la forme d'un album illustré par Manu Larcenet (Futuropolis, 2013)[21]
- La Loi du rêveur, Gallimard, coll. « Blanche », 2020, 176 p.  (ISBN 978-2-07-287938-8)

### Romans pour la jeunesse

#### SérieUne aventure de Kamo
Les volumes n'ont pas été publiés dans l'ordre narratif. Kamo et moi était le troisième à être publié et Kamo, l'idée du siècle était le dernier.
1. Kamo, l'idée du siècle, 1993
2. Kamo et moi, 1992
3. Kamo : L'Agence Babel, 1992
4. L'Évasion de Kamo, 1992

#### Autres
- Cabot-Caboche, 1982
- L'Œil du loup, 1984
- Le Roman d'Ernest et Célestine, Casterman, 2012Inspiré de la série jeunesse Ernest et Célestine de Gabrielle Vincent.

### Essais
- Le Service militaire au service de qui ?, 1973
- Comme un roman, Gallimard, 1992
- Gardiens et Passeurs, 2000
- Merci, Gallimard, 2004
- Mon frère, Gallimard, coll. « Blanche », 2018

### Théâtre
- Merci, essai ; suivi de Mes italiens, chronique d'une aventure théâtrale ; et de Merci, adaptation théâtrale, Gallimard, coll. « Folio », 2006Daniel Pennac a lui-même interprété son œuvre au théâtre
- Le Sixième Continent, précédé de Ancien malade des hôpitaux de Paris, Gallimard, coll. « Blanche », 2012

### Livres illustrés
- Les Grandes Vacances, 1991Photographies de Robert Doisneau
- La Vie de famille
- Le Sens de la Houppelande
- Vercors d'en haut : La Réserve naturelle des hauts-plateaux
- Le Grand Rex, 1980
- Némo
- Écrire

### Albums pour enfants
- Sahara, Thierry Magnier, 1998Illustrations de Antonin Louchard
- Le Tour du cielSur les tableaux de Miró
- Qu'est-ce que tu attends, Marie ?Sur les tableaux de Monet

### Bandes dessinées

#### Nouvelles aventures de Lucky Luke
1. Lucky Luke contre Pinkerton, Lucky Comics, 2010En collaboration avec Tonino Benacquista, dessins de Achdé
2. Cavalier seul, Lucky Comics, 2012En collaboration avec Tonino Benacquista, dessins de Achdé

#### Bande dessinées indépendantes
- La Débauche, Futuropolis, 2000Dessins de Tardi
- Un amour exemplaire, Dargaud, 2015  (ISBN 978-2-205-07332-4)Dessins de Florence Cestac

## Cinéma et télévision
Daniel Pennac a écrit ou coécrit plusieurs scénarios pour le cinéma ou la télévision, parfois en adaptant ses propres livres :
- 1988 : La Fée Carabine, d'Yves Boisset, épisode de la série télévisée Série noire (saison 1, épisode 30) - scénario d'après son propre roman La Fée Carabine
- 1997 : Messieurs les enfants, de Pierre Boutron, avec Pierre Arditi et François Morel - scénario coécrit avec Pierre Boutron, d'après son propre roman Messieurs les enfants
- 2010 : Bartleby le scribe, téléfilm de Jérémie Carboni - adaptation de la nouvelle Bartleby d'Herman Melville
- 2012 : Ernest et Célestine, film d'animation de Benjamin Renner, Stéphane Aubier et Vincent Patar, avec Lambert Wilson et Pauline Brunner - scénario d'après la série d'albums jeunesse Ernest et Célestine de Gabrielle Vincent

D'autre part, certaines œuvres de Daniel Pennac ont été adaptées à l'écran sans que Pennac lui-même participe à l'écriture du scénario :
- 1998 : L'Œil du loup, court métrage d'animation de Hoël Caouissin - scénario écrit par René Laloux d'après le roman L'Œil du loup
- 2001 : Monsieur Malaussène, téléfilm italien de Roberto Capanna - d'après le roman Monsieur Malaussène
- 2005 : Grazie, téléfilm italien
- 2006 : La lunga notte del dottor Galvan, téléfilm italien
- 2013 : Au bonheur des ogres, de Nicolas Bary, avec Raphaël Personnaz, Bérénice Bejo et Emir Kusturica - scénario écrit par Jérôme Fansten, Serge Frydman et Nicolas Bary d'après le roman Au bonheur des ogres

Daniel Pennac a également participé à quelques productions audiovisuelles (documentaires, voix off, petit rôle) :
- 1997 : Messieurs les enfants de Pierre Boutron - apparition (l'homme dans la voiture)
- 2009 : Histoires comme ça, série télévisée d'animation de Jean-Jacques Prunès - narrateur (voix)
- 2009 : La Métamorphose du crabe de Charles Castella (docu de 52' sur Daniel Pennac, collection "Empreintes" France 5)[22]
- 2010 : Bartleby en coulisses, portrait de Daniel Pennac par Jérémie Carboni (Docu de 52' - France Télévision Distribution)[23]
- 2021 : La Fabrique du soin, documentaire de Marion Angelosanto - narrateur (voix)

## Distinctions
- Prix du roman policier francophone de la ville du Mans 1987 pour La Fée carabine[24]
- Prix Mystère de la critique en 1988 pour La Fée carabine[25]
- Prix du Livre Inter en 1990 pour La Petite Marchande de prose[26]
- Prix des Maisons de la Presse en 1999 pour Aux fruits de la passion
- Prix Grinzane-Cavour en 2002[27]
- Prix Ulysse en 2005 pour l'ensemble de son œuvre[28]
- Prix Renaudot en 2007 pour Chagrin d'école ;
- Grand prix Metropolis bleu en 2008 pour l'ensemble de son œuvre[29]
- Nommé aux Annie Awards en 2014 dans la catégorie « Meilleur scénario pour un long métrage d'animation » pour le film Ernest et Célestine
- Grand prix de littérature de l'Académie française en 2023 pour l'ensemble de son œuvre[30].
- Prix Raymond-Chandler en 2023 pour l'ensemble de sa carrière[31].

### Documentaires
- Daniel Pennac, écrire, enseigner, communiquer de Stéphan Bureau (Canada/2009).
- Daniel Pennac, la Métamorphose du crabe de Charles Castella pour la collection Empreintes de France 5 (Docside 2009).
- Bartleby en coulisses de Jérémie Carboni (Zerkalo production/FTD).